# Museo delle antiche genti di Lucania

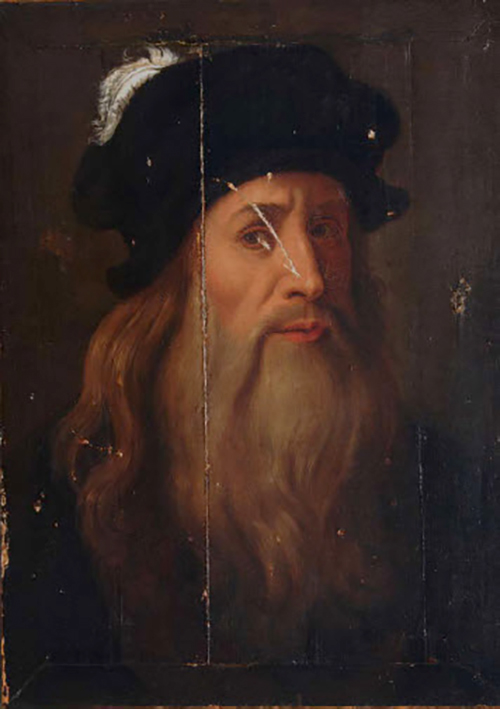
Ritratto lucano, di incerta attribuzione a Leonardo da Vinci.

Il Museo delle antiche genti di Lucania è un museo italiano situato nella città di Vaglio Basilicata, in provincia di Potenza.
Il museo raccoglie reperti archeologici ed è stato inaugurato nel 2006.
Espone al suo interno il Ritratto lucano (o Ritratto di Acerenza), un dipinto a tempera grassa su pannello (43,9x59,6 cm), di datazione incerta e di altrettanto incerta attribuzione a Leonardo da Vinci.